# La Main coupée
La Main coupée est une œuvre autobiographique de Blaise Cendrars (1887-1961).

## Historique
La Main coupée est une œuvre autobiographique dans laquelle Blaise Cendrars (1887-1961) évoque son expérience de la guerre de 1914-18. De nationalité suisse, il s'est alors engagé comme volontaire étranger dans l'armée française, il perd sa main droite au combat le 28 septembre 1915 et cette tragédie influencera nombre de ses récits. Dans ce livre conçu comme un enchaînement de portraits et de souvenirs, il rend hommage à tous les hommes qui ont traversé cette guerre avec lui, transformant la chose la plus atroce, la guerre, en une aventure humaine et une leçon d'amitié.
Il raconte également la Première Guerre Mondiale vue du point de vue de la Légion Étrangère. Suisse d'origine, Cendrars y narre son engagement au service de la cause française dans les jours précédant le début de la guerre, la formation du régiment des volontaires étrangers, et finalement la fusion de cette unité avec la Légion Étrangère. C'est l'occasion pour lui d'évoquer la réputation souvent terrible de cette formation à l'époque, en France comme en Allemagne, les différences d'état d'esprit entre les volontaires étrangers et les légionnaires, et enfin l'attitude moins disciplinée et plus adaptative de ces troupes au front, qui mène à la constitution d'un des premiers corps francs de l'armée française, une fois la guerre des tranchées entamée. Partant d'un portrait au départ négatif, Cendrars dresse peu à peu une image glorieuse du légionnaire, celle d'un être marqué par des épreuves terribles dans lesquelles il a gagné sa dignité d'Homme. En ce sens, la Main coupée participe à l'établissement de l'imaginaire légendaire développé après la Seconde Guerre Mondiale autour de la Légion Étrangère.
Ce livre constitue le deuxième volume d'une tétralogie de mémoires : L'Homme foudroyé (1945), La Main coupée (1946), Bourlinguer (1948), Le Lotissement du ciel (1949). 
Dès 1918, Cendrars avait entrepris une première version de La Main coupée, restée inachevée et fort différente du récit qu'il publia en 1946. Écrit à Aix à la fin de la Seconde Guerre mondiale, cette seconde version a paru près de trente ans après la fin de la Grande Guerre, un délai exceptionnellement long. Dans les projets de Cendrars, elle devait être suivie d'un ou plusieurs volumes qui, comme La Femme et le soldat, sont restés inachevés. Certains considèrent que, contrairement à ce que laisse supposer son titre, la « main coupée » dont il est question dans ce récit de guerre n'est pas celle de l'écrivain. Mais on y voit généralement une référence explicite à l'expérience personnelle de Cendrars : un des chapitres de ce livre est « Le Lys rouge », dans lequel il décrit symboliquement « une grande fleur épanouie, un lys rouge, un bras humain tout ruisselant de sang, un bras droit sectionné au-dessus du coude et dont la main encore vivante fouillait le sol des doigts comme pour y prendre racine ».

## Personnages
- Bellesort Robert : jeune Tourangeau exilé au Canada à cause d’un obscur conflit avec son oncle et tuteur. Il n’arrêtait pas de parler des seins de sa sœur jumelle. Inséparable du fourreur Segouâna qui dormait dans le même modèle de sac en fourrure qu’il avait fourni à son jeune compagnon.
- Bikoff : un Russe taciturne et champion d’apiculture qui ne parlait pas un mot de français mais qui dégommait avec une précision diabolique les boches qu’il surveillait d’un poste improvisé dans un clocher en ruine. Il reçut une balle dans la tête au Bois de la Vache et devint aveugle.
- Garnero : dit Chaude-Pisse, parce qu’il l’avait… un barbeau de la Fourche… Il ne se serait pas dégonflé devant le diable en personne. Fouineur, bon cuisinier, bon tireur : il logeait une balle de Lebel à deux cents mètres dans la nuque d’un chat.
- Kupka : peintre tchèque (František Kupka), cinquantenaire calme et placide, qui, n’ayant plus l’âge d’être soldat malgré son haut moral, tombait souvent malade et eut le premier les pieds gelés. Il fut réformé pour ce motif, non sans que sa forte épouse, Mme Kupka, ait réussi à le suivre jusque dans les tranchées et à passer dans ce malcommode abri quelques heures avec lui.
- Przybyszewski : dit Monoclard, faux prince polonais qui fit expédier par un grand chemisier de Paris un chandail de luxe à chaque membre de l’escouade, non pour faire enrager les sergents seulement, mais pour mettre une note de gaîté dans ce sinistre carnaval de la guerre, un peu de luxe dans cette pouillerie réglementaire et organisée.
- Rossi : Il ne connaissait pas sa force, mangeait comme quatre et demanda directement à son colonel de faire agrandir la tranchée tellement il était fort. Rossi, qui se perdait systématiquement en patrouille, plantait à lui tout seul tout un réseau de barbelés sans effort apparent et ramassait toute la bouffe qu’il pouvait avant d’aller la manger seul dans son trou, indifférent à la boue, à la saleté ou au cadavre qui lui tenait compagnie.
- Ségouâna : un jeune vieillard érotomane au teint plombé et à l’œil vague. Il était plein aux as, excellent tireur, et en pinçait dur pour les seins de la sœur de son copain Bellesort à qui il avait fourni un sac de fourrure.

## Éditions
- La Main coupée, Paris, Denoël, 1946 [achevé d'imprimer le 15 novembre], 328 p.
- La Main coupée, Le Club Français du Livre, 1953. Vol.150 de la catégorie « romans ». Maquettes de Jacques Devillers.
- La Main coupée, Œuvres complètes, Paris, Denoël, t. 5, 1960.
- La Main coupée, Œuvres complètes, Paris, Le Club français du livre, t. X, 1970.
- La Main coupée, Gallimard, « Folio », 1975.
- La Main coupée, Denoël, coll. « Tout autour d'aujourd'hui », t. 6, 2002. Édition préfacée et annotée par Michèle Touret. Le volume comprend également deux inédits : une première version de La Main coupée, datée de 1918, et La Femme et le soldat, une suite inachevée de ces mémoires de guerre.
- La Main coupée, dans Œuvres autobiographiques complètes, Gallimard, Bibliothèque de la Pléiade, t. I, 2013. Notice et notes de Michèle Touret.

## Études critiques
- Continent Cendrars n° 5, Neuchâtel, À la Baconnière, 1990.
- Blaise Cendrars et la guerre (sous la direction de Claude Leroy), Paris, Armand Colin, 1995.